# Live at the Paramount
Live at the Paramount — видео-альбом американской гранж-группы Nirvana, выпущенный 27 сентября 2011 года, как часть Юбилейного переиздания альбома Nevermind.
Это единственный концерт группы, который был снят на 16мм плёнку. Поначалу, планировался для проведения в другом месте, которое в результате было сочтено музыкантами недостаточно просторным. На концерте были исполнены некоторые песни из всех их альбомов, в том числе и компиляции Incesticide. Отрывки с некоторыми песнями также фигурируют в сборнике «Live! Tonight! Sold Out!!».

## Список композиций
| №   | Название                                                                           | Длительность |
| --- | ---------------------------------------------------------------------------------- | ------------ |
| 1.  | «Jesus Doesn’t Want Me for a Sunbeam» (кавер-версия на песню группы The Vaselines) | 5:48         |
| 2.  | «Aneurysm»                                                                         | 5:05         |
| 3.  | «Drain You»                                                                        | 5:16         |
| 4.  | «School»                                                                           | 2:57         |
| 5.  | «Floyd the Barber»                                                                 | 2:21         |
| 6.  | «Smells Like Teen Spirit»                                                          | 6:58         |
| 7.  | «About a Girl»                                                                     | 3:02         |
| 8.  | «Polly»                                                                            | 3:04         |
| 9.  | «Breed»                                                                            | 2:54         |
| 10. | «Sliver»                                                                           | 2:18         |
| 11. | «Love Buzz» (кавер-версия на песню группы Shocking Blue)                           | 4:01         |
| 12. | «Lithium»                                                                          | 6:02         |
| 13. | «Been a Son»                                                                       | 2:41         |
| 14. | «Negative Creep»                                                                   | 3:00         |
| 15. | «On a Plain»                                                                       | 4:09         |
| 16. | «Blew»                                                                             | 3:00         |

| №   | Название | Длительность |
| --- | --- | ------------ |
| 17. | «Rape Me» (ранняя версия)                                                                                               | 3:04         |
| 18. | «Territorial Pissings» (вступление произносит Крист Новоселич, это отрывок из песни «Get Together», группы Youngbloods) | 8:05         |
| 19. | «Endless, Nameless» | 7:39         |

## Бонусы

### Автономное издание
Также, было выпущено самостоятельное издание концерта на DVD и Blu-ray (не привязанное к бокс-сету Nevermind Super Deluxe), в него вошли 2 бонус-трека, записанные во время выступления группы в канадском Commodore Ballroom, 8 марта 1991. Этих бонусов нет на DVD, который поставляется вместе Юбилейного переиздания альбома Nevermind.
1. «Breed»
2. «Territorial Pissings»

### В составе «Nevermind Super Deluxe»
DVD, который поставлялся с Юбилейным переизданием альбома Nevermind, содержит все музыкальные видео из этого альбома. Однако, этих бонусов нет на автономном издание концерта.
1. «Smells Like Teen Spirit»
2. «Come as You Are»
3. «Lithium»
4. «In Bloom»

## Хит-парады
| Хит-парад              | Высшая позиция |
| ---------------------- | -------------- |
| Australian DVD Charts  | 1              |
| New Zealand DVD Charts | 4              |
| US DVD Charts          | 1              |
| UK DVD Charts          | 4              |

## Участники записи
- Курт Кобейн – вокал, гитара
- Крист Новоселич – бас
- Дэйв Грол – ударные, бэк-вокал
- Никки Маклюр и Ян Диксон - танцоры